# Dead Letters
Albums de The Rasmus
Into
(2003) Hide from the Sun
(2008)
Dead Letters est le cinquième album studio de The Rasmus. Il est sorti le 21 mars 2003 en Europe et courant 2004 aux États-Unis, Grande-Bretagne et Australie.
Leur album précédent Into avait été un succès en Europe surtout en Allemagne et en Scandinavie. Cet album fit exploser[pas clair] le groupe aux yeux du monde.

## La création de l'album
L'album a été enregistré de juin à décembre 2002 au Nord Studio de Stockholm avec les producteurs Martin Hansen et Mikael Nord qui avait déjà produit l'album Into.
Le chanteur, Lauri Ylönen, a déclaré pour expliquer le titre de l'album : « Chaque chanson est une lettre a quelqu'un. Cela peut être une excuse, une confession ou demande d'aide. ».
Sur la pochette arrière de l'album figure une phrase en anglais : « A dead letter is a letter that has never been delivered because the person to whom it was written cannot be found and it also cannot be returned to the person who wrote it. ». ("Une lettre morte est une lettre qui n'a jamais été délivrée parce que son destinataire n'a pas été trouvé, et qui ne peut pas être renvoyée à la personne qui l'a écrite.")

## Le succès de l'album
L'album a atteint les 1,5 million d'exemplaires vendus dans le monde.
Il a atteint la première place des charts allemand, suisse, autrichien et est resté une année entière dans le Top 20 en Finlande.
Dead Letters fut le premier album distribué en Grande-Bretagne ou il est entré dans le Top 50 des meilleures ventes en 2004.
L'album et le single In the Shadows ont atteint le top 50 des charts ARIA australienne en 2004.
Il est aussi entré dans le top 20 du Billboard.
Le single In the Shadows se plaça dans le Top 10 dans 11 pays.

## Liste des titres
Toutes les chansons sont écrites et composées par The Rasmus.
| No  | Titre                    | Durée |
| --- | ------------------------ | ----- |
| 1.  | First Day of My Life     | 3:44  |
| 2.  | In the Shadows           | 4:05  |
| 3.  | Still Standing           | 3:31  |
| 4.  | In My Life               | 4:01  |
| 5.  | Time to Burn             | 4:32  |
| 6.  | Guilty                   | 3:41  |
| 7.  | Not Like the Other Girls | 5:43  |
| 8.  | The One I Love           | 3:15  |
| 9.  | Back in the Picture      | 3:41  |
| 10. | Funeral Song             | 3:17  |